# Kunstige negle
 Der er for få eller ingen kildehenvisninger i denne artikel, hvilket er et problem. Du kan hjælpe ved at angive troværdige kilder til de påstande, som fremføres i artiklen.

Kunstige negle, også kendt som negleextensions, er enten en udvidelse af de naturlige negle eller et cover – en såkaldt tip – der sættes oven på den naturlige negl. Nogle kunstige negle tilstræber at ligne naturlige negle så meget som muligt, mens andre fremstår åbenlyst kunstige. 
Kunstige negle fremstilles i mange materialer, bl.a. :
- Acryl: Dets holdbarhed er ekstremt og kan bruges til neglebidere.
- Gelé: Meget kendt i Tyskland, Frankrig og Danmark.[kilde mangler] Det er også et af de produkter, der er nemme at lære.
- Silke: Det er et system, der ikke bliver brugt så meget af i verden, men dog er det et populært produkt i Danmark.[kilde mangler] Det er et meget let og naturtro produkt.
- Glasfiber: Det er populært produkt i verden, da det har ekstremt god holdbarhed, og de kan blive fyldt op igen og igen. De er også meget nemme at lære.

Miljøstyrelsen har i 2008 foretaget en kortlægning af kemiske stoffer i forbrugerprodukter, og har i forbindelse hermed konstateret, at produkter til opbygning af kunstige negle indeholder kemiske stoffer, der kan give allergi ved kontakt med huden. 